# ويليام ماربيري
ويليام ماربيري (7 نوفمبر 1762 - 13 مارس 1835 ) رجل أعمال أمريكي وأحد قضاة منتصف الليل الذين عينهم رئيس الولايات المتحدة جون آدامز في اليوم السابق لمغادرته منصبه. وكان بعد ذلك المدعي في قضية ماربيري ضد ماديسون الشهيرة أمام المحكمة العليا عام 1803.

## حياته المهنية
أصبح ماربيري رجل أعمال في جورج تاون وعضوًا في الحزب الفيدرالي أصدر الرئيس الأمريكي جون آدامز 42 تعيينًا قضائيًا، بما في ذلك تعيين ماربيري كقاضي في مقاطعة كولومبيا، في 3 مارس 1801، قبل يوم واحد فقط من تسليمه لمنصب رئيس الجمهورية للرئيس الجديد توماس جيفرسون. كان ماربيري قد شارك بشكل نشط في حملة آدامز (وضد جيفرسون) في الانتخابات الرئاسية عام 1800. وبالتالي، رفض جيفرسون تعيينات آدامز على أساس أن أوراق آدامز لم تُسلم إلى المكاتب المختصة. رفع ماربيري دعوى قضائية ضد وزير خارجية جيفرسون، جيمس ماديسون، في المحكمة العليا، مطالبًا بإصدار أمر قضائي لإجبار إدارة جيفرسون على احترام تعيينات آدامز.
أدت دعوى ماربيري إلى قضية ماربيري ضد ماديسون أمام المحكمة العليا، والتي استخدمت سلطة المراجعة القضائية في قرارها. ولم يقدم رئيس المحكمة العليا جون مارشال لماربوري أي حل قانوني. وقد أكد قرار مارشال المزدوج أنه في حين لم يكن لدى المحكمة سلطة إصدار الأمر القضائي الذي طلبه ماربيري، فإنها كانت تمتلك السلطة لمراجعة دستورية تصرفات السلطتين التنفيذية والتشريعية الفيدرالية للحكومة، بما في ذلك تصرفات إدارتي آدامز وجيفرسون.
ورغم أن المحكمة قضت أيضاً بأن التفويض الذي وقعه الرئيس آدامز "يمنح في حد ذاته حقاً قانونياً" بصفته قاضيًا (مما يعني ضمناً أنه كان يحق له مزاولة منصبه اعتباراً من ذلك التاريخ)، فإن ماربيري لم يمارس هذا المنصب القضائي في الواقع قط. بل واصل مسيرته المهنية في مجال التمويل (الخدمات المصرفية وتداول الأوراق المالية).